# Лиговка-Ямская

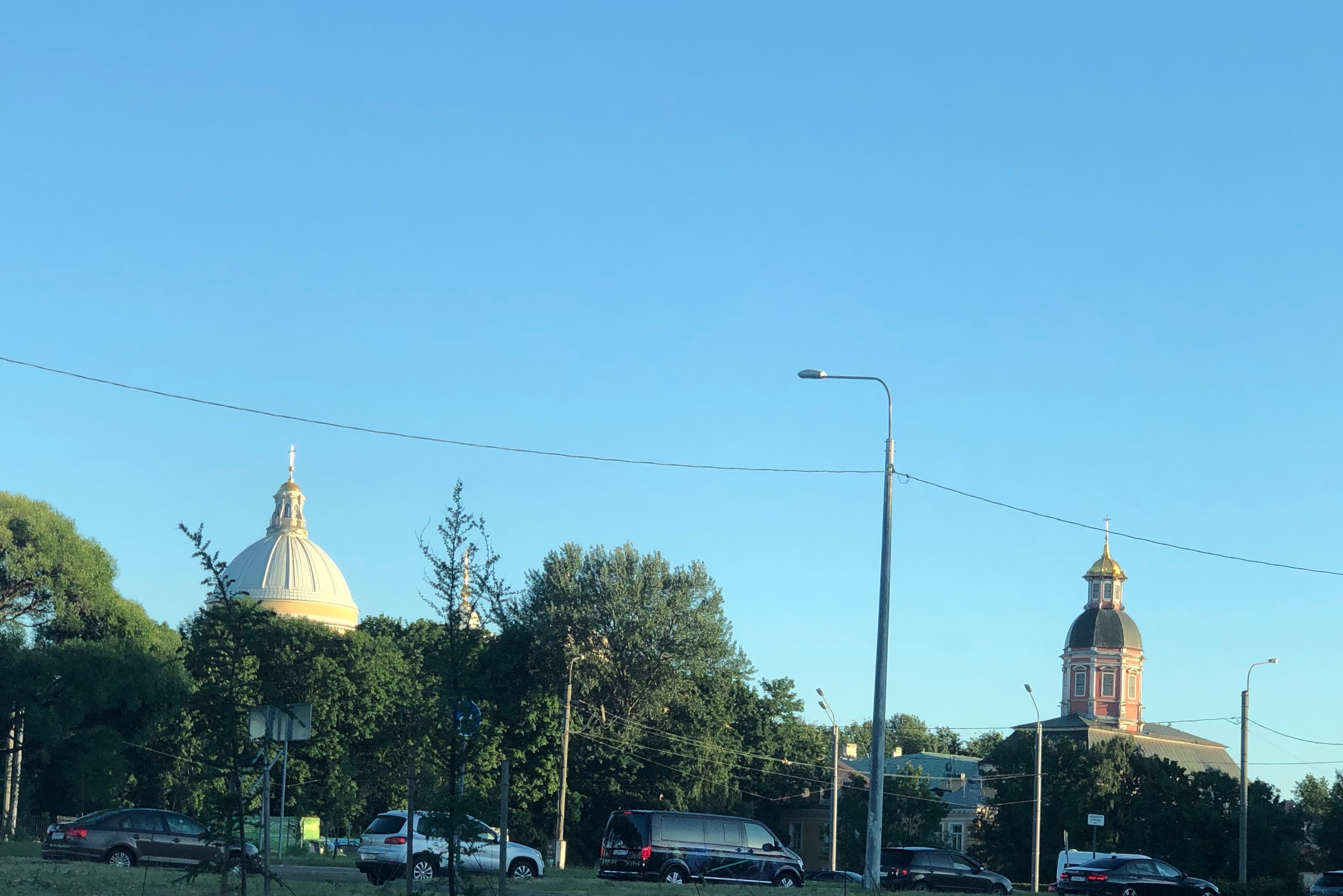
Александро-Невская лавра

Ли́говка-Ямска́я — муниципальный округ № 81, обладающий статусом внутригородского муниципального образования (внутригородской территории), расположенный в Центральном районе города Санкт-Петербурга.
В округе находятся Александро-Невская лавра и Московский вокзал, станции петербургского метрополитена «Площадь Восстания» Кировско-Выборгской линии, «Лиговский проспект» и «Площадь Александра Невского» Лахтинско-Правобережной линии.

## Население
| 2002    | 2010    | 2012    | 2013    | 2014    | 2015    | 2016    |
| ------- | ------- | ------- | ------- | ------- | ------- | ------- |
| 14 740  | ↗16 825 | ↗16 898 | ↗17 172 | ↗17 561 | ↘17 493 | ↘17 014 |
| 2017    | 2018    | 2019    | 2020    | 2021    | 2023    |         |
| ↘16 836 | ↗16 964 | ↘16 548 | ↘16 434 | ↗19 790 | ↘19 563 |         |